# Kovai Lőrinc
Kovai Lőrinc (Szentpétervár, 1912. december 1. – Budapest, 1986. február 22.) író, újságíró, tanár.

## Élete
Szentpétervárott, orosz-lengyel családban született Wavrziniec Zakrarzewski néven. Miután ötévesen elvesztette apját, anyja egy magyar hadifogolyhoz ment férjhez. 1920-ban az egész család Hódmezővásárhelyre költözött. Itt kapta nevelőapja, Kovalcsik András után előbb a Kovalcsik, azt magyarosítva pedig a Kovai, illetve keresztneve magyarra fordításával a Lőrinc nevet.
1933-ban a hódmezővásárhelyi Bethlen Gábor Református Gimnáziumban érettségizett, majd a szegedi egyetemen szerzett történelem-földrajz szakos tanári oklevelet. Három évet dolgozott tanárként Nagykállón és Ungváron, utóbbi városban nősült meg először. Mivel már diákként is ért el sikereket néhány kisebb írásával, a 40-es évek elején elhagyta a tanári pályát és a Népszava újságírója lett.
Első nagyobb fordítása még 1941-ben Mihail Solohov Csendes Don című regényének negyedik kötete volt. Saját regényei közül elsőként a Földönfutók (1943) jelent meg, amely szokatlan hangvétele miatt komoly politikai vihart kavart. A Népszavában a későbbi köztársasági elnök, Szakasits Árpád ismertette, a jobboldali sajtó pedig a szovjet írók hatását kereste benne. 1944-ben, a német megszállás után letartóztatták, de a családjának Rajniss Ferenc nyilas belügyminiszterrel való felszínes kapcsolata révén a deportálást sikerült elkerülnie.
1945 után néhány évre Solymárra költözött – ahol juttatásként megkapta egy kitelepített sváb család házát, illetve a község akkori legszebb, körbekerített gyümölcsösét –, egyúttal belépett a kommunista pártba, és a Szabad Nép munkatársai közé. A lap révén ismerte meg második feleségét. 1949-ben ellentétbe keveredett Horváth Márton főszerkesztővel, emiatt kilépett a szerkesztőségből, sőt a pártból is kizárták. Írásait több éven át nem tudta kiadni. Az időközben Pestre költözött író azonban ezekben az években is hatalmas lendülettel dolgozott, s a szilencium leteltével újból elárasztotta műveivel a könyvkiadókat.
Regényei főként történelmi eseményeket és társadalmi jelenségeket örökítettek meg. Hősei közt sok lázongó, olykor kimondottan anarchista személyiség akad. Körülbelül 40 regénye jelent meg, némelyiket lengyel, német és román nyelvre is lefordították. A hazai szocializmus évtizedeinek talán legtermékenyebb írója volt, egyes becslések szerint a hagyatékban elfekvő, kiadatlan műveinek száma megközelíti, vagy akár meg is haladhatja a kiadott művek számát. 1945 után írott regényei alapján a korszak irodalmi reménységének, a szocialista realizmus egyik megvalósítójának tartották, későbbi művei azonban az ifjúsági és szórakoztató művek színvonalára süllyedtek. Vélhetően mozgalmi érdemeinek köszönhette, hogy elnézték neki a regényeiben dúsan burjánzó nemiséget is, ami meglehetősen egyénivé tette stílusát.
Második felesége halála után harmadszor is megnősült, utolsó lakóhelyén, a pesti Váci utcában tábla őrzi az emlékét.

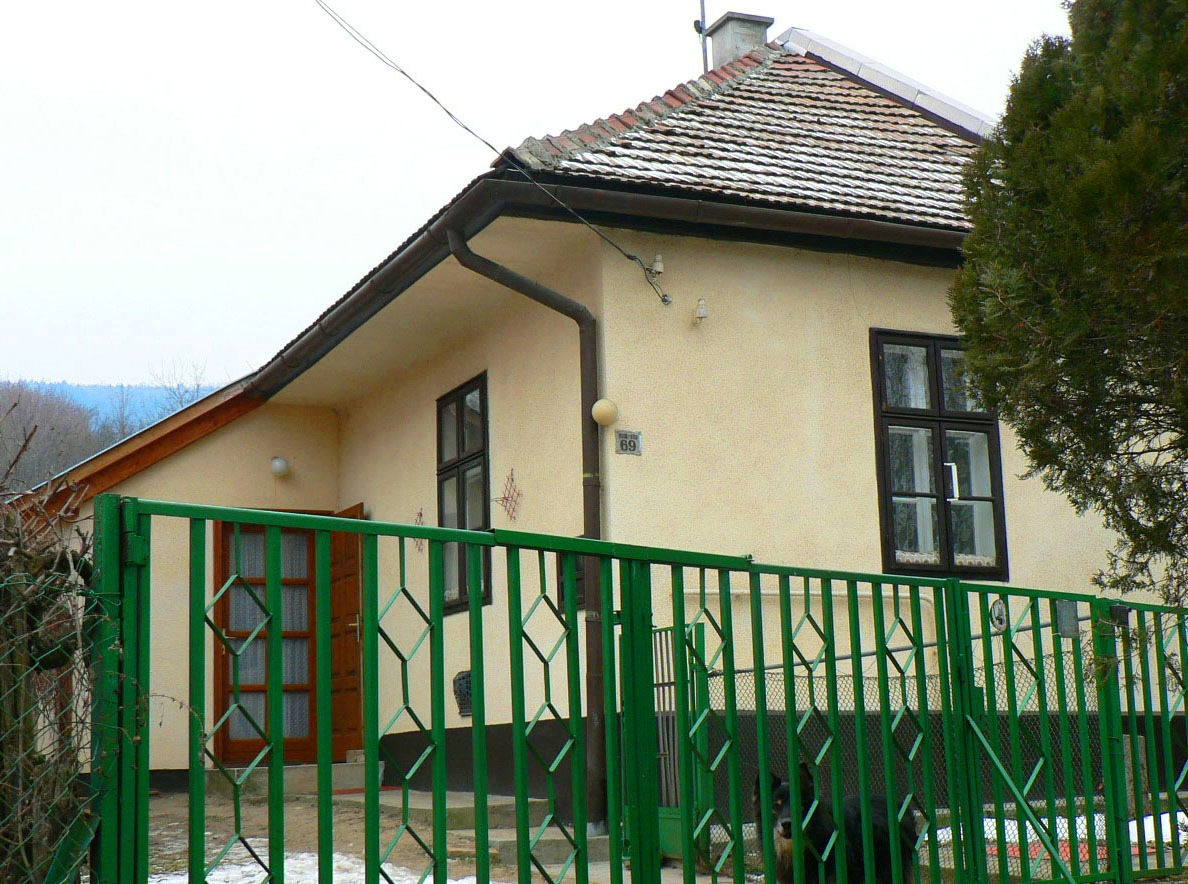
A Kovai család egykori solymári háza 2006-ban

Pesti lakosként sem feledkezett el korábbi lakhelyeiről, Hódmezővásárhely például több regényének is a színhelye volt [Földönfutók, Vadvíz (1943), Nagy Sámán (1966), Csók a pusztán (1983)], illetve a városi kiadványokban is többször publikált. Kapcsolatban maradt Solymárral is (édesapja a falu lakója maradt az ő elköltözése után is), és szép emlékeket hagyhattak benne az ott töltött évek is, erre utal, hogy 1963-ban kiadott, 1944-45-ben játszódó, Varázsfény című - önéletrajzi elemeket is megjelenítő - kétkötetes nagyregénye részben az idillikusan ábrázolt községben játszódik, szereplői között ismert történelmi személyiségek mellett érintőlegesen egy-két konkrét solymári személy is felismerhető.
Mint lengyel gyökerű író, tagja volt a lengyel–magyar kapcsolatok ápolását célul tűző Magyar Mickiewicz Társaságnak.

## Fontosabb művei
- Földönfutók (regény, Bp., 1946)
- Három tribunus (történelmi regény, Bp., 1955)
- Ködrongyok (regény, elbeszélések, Bp., 1961)
- Varázsfény (regény, Bp., 1963)
- Halálrepülő (regény, Bp., 1965)
- A hét géppuskás (regény, Bp., 1967)
- Cézárok kertje (regény, Bp. 1969)
- Fergeteg Északon (történelmi regény, 1971)
- Táruló égbolt (regény, Bp., 1975)
- Örvénylő fellegek (regény, Bp., 1980)
- Aki a Napba néz (regény Bp., 1982) Online elérhetőség
- Csók a pusztán (regény, Bp., 1983)